# Château de Mansat
Le château de Mansat (ne pas confondre avec le château de Mainsat) est situé dans le bourg de Mansat-la-Courrière, dans le département de la Creuse, région Nouvelle-Aquitaine, France. Il se trouve à environ 4 km à l'est de Bourganeuf.

## Architecture
Le château est constitué d’un corps de logis rectangulaire, flanqué de 2 tours rondes coupée en biseau. Une tour carrée peut se voir sur la façade principale.
Plusieurs dépendances font partie du domaine du château: grange, logis et un jardin d'allure modeste.

### Pages externes
- Carte postale ancienne (sur fbcdn.net)
- Photo récente de la façade ouest (sur creuse.meconnu.fr)
- Aperçu côté sud (sur detours-en-limousin.com)